# Parasabella microphthalma
Parasabella microphthalma är en ringmaskart som först beskrevs av Addison Emery Verrill 1873.  Parasabella microphthalma ingår i släktet Parasabella och familjen Sabellidae. Inga underarter finns listade i Catalogue of Life.